# Алгебра Гопфа
Алгебра Гопфа — асоціативна алгебра з одиницею, що є також коасоціативною коалгеброю з коодиницею і, таким чином, біалгеброю з антигомоморфізмом спеціального виду. Названа на честь Гайнца Гопфа.
Алгебри Гопфа зустрічаються в алгебраїчній топології, де вони виникли у зв'язку з концепцією H-простору, в теорії групових схем, в теорії груп (завдяки концепції групового кільця), і в багатьох інших розділах математики, що робить їх одним з найвідоміших прикладів біалгебри. Алгебри Гопфа також вивчаються як самостійний предмет, у зв'язку з великою кількістю певних класів алгебр Гопфа і проблем їх класифікації.

## Означення
Алгебра Гопфа — асоціативна і коасоціативна біалгебра H над полем {\displaystyle K} разом з {\displaystyle K}-лінійним відображенням {\displaystyle S\colon H\to H} (що називається антиподом) таким, що наступна діаграма є комутативною:
Тут Δ — кодобуток біалгебри, ∇ — добуток алгебри, η — одиниця алгебри й ε — коодиниця. 
У позначеннях Свідлера, ця властивість записується як:
{\displaystyle S(c_{(1)})c_{(2)}=c_{(1)}S(c_{(2)})=\epsilon (c)1\qquad \forall c\in H}.
Наведене означення можна узагальнити для алгебр над кільцями (досить в означенні замінити поле {\displaystyle K} на комутативне кільце {\displaystyle R}).
Означення алгебри Гопфа є двоїстим самому собі (це відображено в симетрії наведеної діаграми), зокрема, якщо можна задати двоїсту алгебру до H (це завжди можливо якщо H є скінченновимірним простором) то вона автоматично є алгеброю Гопфа.

### Структурні константи
Зафіксувавши базис {\displaystyle \{e_{k}\}} алгебри як векторного простору, алгебру Гопфа можна описати за допомогою структурних констант
для множення:
{\displaystyle e_{i}\nabla e_{j}=\sum _{k}\mu _{\;ij}^{k}e_{k}}
для кодобутку:
{\displaystyle \Delta e_{i}=\sum _{j,k}\nu _{i}^{\;jk}e_{j}\otimes e_{k}}
для антипода:
{\displaystyle Se_{i}=\sum _{j}\tau _{i}^{\;j}e_{j}}
Асоціативність алгебри тоді вимагає рівності
{\displaystyle \mu _{\;ij}^{k}\mu _{\;kn}^{m}=\mu _{\;jn}^{k}\mu _{\;ik}^{m}}
для коасоціативності має виконуватися рівність
{\displaystyle \nu _{k}^{\;ij}\nu _{i}^{\;mn}=\nu _{k}^{\;mi}\nu _{i}^{\;nj}}
Також для структурних констав має бути
{\displaystyle \nu _{k}^{\;ij}\tau _{j}^{\;m}\mu _{\;pm}^{n}=\nu _{k}^{\;jm}\tau _{j}^{\,\;i}\mu _{\;pm}^{n}}

## Властивості антипода
В означенні алгебр Гопфа для антипода S часто ставиться вимога існування K-лінійного оберненого відображення, яке автоматично існує у скінченновимірному випадку, або якщо алгебра H є комутативною, кокомутативною або, більш загально, квазітрикутною.
Взагалі кажучи, S є антигомоморфізмом , так S2 - гомоморфізм, який буде автоморфізмом, якщо S є оборотним.
Якщо {\displaystyle S^{2}=Id}, то алгебра Гопфа, як кажуть, є інволютивною (основним прикладом інволютивної алгебри є *-алгебра). Якщо H — скінченновимірна напівпроста алгебра над полем характеристики нуль, що є комутативною або кокомутативною, то вона є інволютивною.
Якщо біалгебра B допускає антипод S, то S є єдиним (довільна біалгебра допускає щонайбільше 1 структуру алгебри Гопфа).
Антипод є аналогом відображення інверсії на групі, яке відображає {\displaystyle g} у {\displaystyle g^{-1}}. 

## Підалгебри Гопфа
Підалгебра A алгебри Гопфа H є підалгеброю Гопфа, якщо вона є підкоалгеброю H і антипод S відображає A в A. Іншими словами, підалгебра Гопфа A - це підпростір в алгебрі Гопфа, замкнутий щодо множення, кодобутку й антипода. Теорема Ніколса — Зеллер (Nichols - Zoeller) про вільність стверджує, що якщо H є скінченновимірною, то натуральний A-модуль H є вільним модулем скінченного рангу, що дає узагальнення теореми Лагранжа для підгруп. Як наслідок цього, підалгебра Гопфа напівпростої скінченновимірної алгебри Гопфа автоматично є напівпростою.
Підалгебра Гопфа A називається правою нормальною підалгеброю алгебри Гопфа H, якщо вона задовольняє умові стабільності, {\displaystyle ad_{r}(h)(A)\subseteq A} для всіх h з H, де приєднане відображення {\displaystyle ad_{r}} задане як {\displaystyle ad_{r}(h)(a)=S(h_{(1)})ah_{(2)}} для всіх a з A і h з H. Підалгебра Гопфа K є лівою нормальною в H якщо вона інваріантна при лівому приєднаному відображенню {\displaystyle ad_{\ell }(h)(k)=h_{(1)}kS(h_{(2)})} для всіх k з K. Обидві умови нормальності є еквівалентними, якщо антипод S є бієктивним. У цьому випадку A називається нормальною підалгеброю Гопфа. 
Нормальна підалгебра Гопфа A в H задовольняє умові рівності підмножин: {\displaystyle HA^{+}=A^{+}H}, де {\displaystyle A^{+}} позначає ядро коодиниці K. З цієї умови нормальності випливає, що {\displaystyle HA^{+}} — ідеал алгебри Гопфа H (тобто є ідеалом алгебри в ядрі коодиниці, коідеалом коалебри й стійким під дією антипода). Як наслідок, можна визначити факторалгебру Гопфа {\displaystyle H/HA^{+}} і епіморфізм {\displaystyle H\rightarrow H/A^{+}H}, аналогічно відповідним конструкціям нормальних підгруп і факторгруп у теорії груп. 

## Приклади
|                                                                             | Залежить від                             | Кодобуток | Коодиниця                                      | Антипод                                                                      | Комутативність               | Кокомутативність             | Зауваження |
| --------------------------------------------------------------------------- | ---------------------------------------- | --- | ---------------------------------------------- | ---------------------------------------------------------------------------- | ---------------------------- | ---------------------------- | --- |
| Групова алгебра KG                                                          | групи G                                  | Δ(g) = g ⊗ g для всіх g з G                                                                                         | ε(g) = 1 для всіх g із G                       | S(g) = g−1 для всіх g з G                                                    | тільки коли G є комутативною | так                          | |
| функції f зі скінченної групи в K, KG (з поточковим додаванням і множенням) | скінченна група G                        | Δ(f)(x,y) = f(xy)                                                                                                   | ε(f) = f(1G)                                   | S(f)(x) = f(x−1)                                                             | так                          | тільки якщо G є комутативною | |
| Функції представлення компактних груп                                       | Компактна група G                        | Δ(f)(x,y) = f(xy)                                                                                                   | ε(f) = f(1G)                                   | S(f)(x) = f(x−1)                                                             | так                          | тільки якщо G є комутативною | Навпаки, кожна комутативна, інволютивна, редукована алгебра Гопфа над C зі скінченним інтегралом Хаара може бути отримана в такий спосіб (двоїстість Танаки — Крейна). |
| Регулярні функції на алгебричних групах                                     |                                          | Δ(f)(x,y) = f(xy)                                                                                                   | ε(f) = f(1G)                                   | S(f)(x) = f(x−1)                                                             | так                          | тільки якщо G є комутативною | Навпаки, кожна комутативна алгебра Гопфа над полем одержується в такий спосіб їхньої групової схеми.                                                                   |
| Тензорна алгебра T(V)                                                       | Векторний простір V                      | Δ(x) = x ⊗ 1 + 1 ⊗ x, x з V, Δ(1) = 1 ⊗ 1                                                                           | ε(x) = 0                                       | S(x) = −x для всіх x з 'T1(V) (і далі узагальнивши на вищі тензорні степені) | Тільки якщо dim(V)=0,1       | так                          | Симетрична алгебра і зовнішня алгебра (що є факторалгебрами тензорної алгебри) теж є алгебрами Гопфа із відповідними означеннями                                       |
| Універсальна обгортуюча алгебра U(g)                                        | Алгебра Лі g                             | Δ(x) = x ⊗ 1 + 1 ⊗ x для всіх x з g (це правило можна в єдиний спосіб продовжити на всю U)                          | ε(x) = 0 для всіх x з g (із продовженням на U) | S(x) = −x                                                                    | тільки якщо g є комутативною | так                          | |
| Алгебра Свідлера H=K[c, x]/c2 = 1, x2 = 0 і xc = −cx.                       | K — поле характеристика якого не рівна 2 | Δ(c) = c ⊗ c, Δ(x) = c ⊗ x + x ⊗ 1, Δ(1) = 1 ⊗ 1                                                                    | ε(c) = 1 і ε(x) = 0                            | S(c) = c−1 = c і S(x) = −cx                                                  | ні                           | ні                           | Векторний простір породжений елементами {1, c, x, cx} і має розмірність 4.Це найменший приклад алгебри Гопфа, що не є ні комутативними, ні кокомутативними.            |
| Кільце симетричних функцій                                                  |                                          | в термінах повних однорідних симетричних функцій hk (k ≥ 1): Δ(hk) = 1 ⊗ hk + h1 ⊗ hk−1 + ... + hk−1 ⊗ h1 + hk ⊗ 1. | ε(hk) = 0                                      | S(hk) = (−1)k ek                                                             | так                          | так                          | |

## Когомології груп Лі
Алгебра когомологій групи Лі — алгебра Гопфа: множення задано {\displaystyle \smile }-добутком, а кодобуток
{\displaystyle H^{*}(G)\rightarrow H^{*}(G\times G)\cong H^{*}(G)\otimes H^{*}(G)}
множенням групи {\displaystyle G\times G\rightarrow G}. 
Це спостереження було фактично джерелом поняття алгебри Гопфа. Використовуючи цю структуру, Гопф довів структурну теорему для алгебри когомологій груп Лі. 
Теорема Гопфа  Нехай A — скінченновимірна, суперкомутативна, кокомутативна алгебра Гопфа над полем характеристики 0. Тоді A (як алгебра) є вільною зовнішньою алгеброю з генераторами непарного степеня. 

## Квантові групи
Всі приклади вище є або комутативними (тобто множення є комутативним) або кокомутативними (тобто Δ = T ∘ Δ, де T : H ⊗ H → H ⊗ H — перестановка тензорних множників, задана як T(x ⊗ y) = y ⊗ x). Іншими цікавими прикладами алгебр Гопфа — деякі деформації або «квантування» прикладу 4, які не є ні комутативними, ні кокомутативними. Ці алгебри Гопфа часто називають квантовими групами.  
Ідея полягає в наступному: звичайна алгебрична група може бути описана в термінах алгебри Гопфа регулярних функцій. Ми можемо тоді думати про деформації цієї алгебри Гопфа як про опис деякої «квантованої» алгебричної групи (хоча вона і не є алгебричною групою). Багато властивостей алгебричних груп, а також конструкції з ними мають свої аналоги для деформованих алгебр Гопфа. Звідси назва «квантова група». 

## Аналогія з групами
Аксіоми груп можна подати за допомогою тих же діаграм (еквівалентностей, операцій) що й алгебри Гопфа, де H — множина, а не модуль. У цьому випадку: 
- кільце R замінюється множиною з 1 елемента
- є природна коодиниця (відображення в єдиний елемент)
- є природний кодобуток (діагональне відображення)
- одиниця — нейтральний елемент групи
- множення — множення в групі
- антипод — обернений елементу в групі.

В цьому сенсі групи можна розглядати як алгебри Гопфа над полем з одного елемента. 